# Miagrammopes poonaensis
Miagrammopes poonaensis es una especie de araña araneomorfa del género Miagrammopes, familia Uloboridae. Fue descrita científicamente por Tikader en 1971.
Habita en India.